# 李孝徳
李孝徳（リー・ヒョドゥク、LEE Hyoduk、1962年10月 - ）は、日本の文学者。東京経済大学全学共通教育センター教授。専門は比較文学、表象文化論、ポストコロニアル理論。

## 略歴
- 1962年 福岡県小倉に生まれる
- 1985年 九州大学理学部生物学科卒業
- 1995年 東京大学大学院総合文化研究科表象文化論専攻修士課程修了
- 1997年 同博士課程単位取得退学
- 1998年 東京大学大学院総合文化研究科 助手
- 2003年 静岡文化芸術大学文化政策学部 専任講師
- 2004年 東京外国語大学外国語学部 助教授
- 2009年 東京外国語大学総合国際学研究院准教授（言語文化部門・言語研究系、大学院重点化に伴う配置換え）
- 2012年 同 教授
- 2021年 東京経済大学全学共通教育センター教授

## 主要研究業績

### 論文
- 人種主義の歴史のなかの日本, インパクション, 174号, 44--52, 2010年
- あべよしお『二重国籍者』と「解放」のかたち―日系二世の忠誠と反逆を超えて, 総合文化研究, 13号, 94--118, 2010年
- 記憶のリアドレス――『ピクチャーブライド』と日系移民女性史の語り直し, 総合文化研究, 12号, 95--116, 2009年
- Inscriptions from those without 'Place': World literature as Read from the Diaspora in Jhon Okada's No-No Boy, Quadrante, 9号, 411--420, 2007年
- ＜場＞なき者たちの刻銘 3 ジェイムズ・ジョイス『ダブリナーズ』, 前夜, 5号, 249--254, 2005年
- ディアスポラの名前、歴史、アート, 東京経済大学・学術研究センター年報, 5号, 70--77, 2005年
- ＜場＞なき者たちの刻銘 2 ニコライ・シン『レクイエム、告別のろうそく、赤い墓』, 前夜, 3号, 229--235, 2005年
- ディアスポラ・アートを/について語ること―コリアン・ディアスポラ・アーティスト　ミヒ=ナタリー・ルモワンヌを通じて―, ネオ・ベッセル, 3号, 61--66, 2004年
- ＜場＞なき者たちの刻銘 １ ジョン・オカダ『ノー・ノー・ボーイ』, 前夜, 1号, 196--202, 2004年
- レイアウトとディアスポラ：カレイスキー画家ニコライ・シンのレクイエム, 季刊　デザイン, 5号, 56--57, 2003年
- 文学研究のクリティーク（危機／批判）―文化主義と文化研究の狭間で, 日本近代文学, 66号, 145--154, 2002年
- 『他者』と表象―文化的差異としての『日本』, 日本・東アジア文化研究, 1号, 1--17, 2002年
- ポストコロニアルの政治と『在日』文学, 現代思想, 29巻9号, 154--169, 2001年
- 내셔널하 ‘살신’ 에서 개인적인 ‘죽음’ 탈화하기위하여, 당대비평, 14号, 203--229, 2001年
- 국민국가의 안과 밖 -국민국가・국작・주체, 당대비병, 7巻, 203--218, 1999年
- 他者の声／歴史の共有, みすず, 40巻10号, 14--21, 1998年
- マクルーハン理論と「日本」―社会理論としてのメディア論, 大航海, 17号, 76--83, 1997年
- 夢語りの審級・夢語りの儀式：夏目漱石「夢十夜」と近代文体の地平, 超域文化科学紀要, 2号, 19--33, 1997年
- 民族の逆説－他者を考えさせるもの, 大航海, 15号, 48--53, 1997年
- 排除と遡及の「昭和」文学－司馬遼太郎試論, 大航海, 13号, 50--55, 1996年
- メディアの近代化と国民国家『日本』, 現代思想, 24巻4号, 117--129, 1996年
- 「ラフカディオ・ハーンと『間の文学』」, 朝鮮学術論文集, 22巻, 21--30, 1995年
- この狂気、この言葉、この身体－デカルト「省察」をめぐるフーコーとデリダの争異, 身体と表現, 2号, 28--47, 1995年

### 著書
- The Trans-Pacific Imagination: Rethinking Boundary, Culture and Society , World Scientific Pub Co Inc, 単行本（学術書）, 編著, 2012年
- いのちと責任, 大月書店, 単行本（一般書）, その他, 2012年
- 人種主義の歴史, みすず書房, 単行本（学術書）, 単著, 2009年
- 沖縄の占領と日本の復興, 青弓社, 単行本（学術書）, 共著, 2006年
- 戦後思想の名著50, 平凡社, 単行本（学術書）, 共著, 2006年
- 継続する植民地主義：ジェンダー、民族、人種、階級, 青弓社, 単行本（学術書）, 共著, 2005年
- 20世紀日本の思想, 作品社, 単行本（学術書）, 共著, 2002年
- 生き物たちの神秘生活, 徳間書店, 単行本（学術書）, 単著, 2001年
- ナショナリズム論の名著, 平凡社, 単行本（学術書）, 共著, 2001年
- 現代思想を読む230冊, 青土社, 単行本（学術書）, 共著, 2000年
- 講座　表象のディスクール　第５巻　メディア：表象のポリティス, 東京大学出版会, 単行本（学術書）, 共著, 1999年
- ミシェル・フーコー　思考集成 Ⅲ, 筑摩書房, 単行本（学術書）, 共訳, 1999年
- ナショナル・ヒストリーを越えて, 東京大学出版会, 単行本（学術書）, 共著, 1998年
- 新・知の技法, 東京大学出版会, 単行本（学術書）, 共著, 1998年
- 社会学文献事典, 弘文堂, 事典・辞書, 共著, 1998年
- 『表象空間の近代－明治「日本」のメディア編制』, 新曜社, 単行本（一般書）, 単著, 1996年

### 総説・解説記事
- 思想の進行形―民族・国家③, 京都新聞, 京都新聞社, 総説・解説（その他）, 単著, 1998年

### 研究発表
- 日本における植民地主義と人種主義, 連続講座　移住者のリアリティ　「レイシズムを考える」, 国内会議, 在日韓国人問題研究所（, 口頭（招待・特別）, 韓国YMCA, 2010年
- ディアスポラの名前、歴史、アート, ディアスポラ・アートの現在：コリアン・ディアスポラを中心に, 国際会議, 東京経済大学, シンポジウム・ワークショップ パネル（指名）, 東京経済大学, 2004年
- 「ディアスポラ／アートを語ることは可能か？：コリアン・ディアスポラ・アーティスト　ミヒ=ナタリー・ルモワーヌと3つの"間(inter)"」, イメージ＆ジェンダー研究会　第76回例会, 国内会議, イメージ＆ジェンダー研究会, 口頭（一般）, 世田谷男女共同参画センター「らぷらす」, 2004年
- 文学研究の危機／批判(クリティーク)？：文化主義と文化研究の狭間で, 日本近代文学会, 国内会議, 日本近代文学会2001年秋季大会, 口頭（一般）, 名古屋大学, 2001年
- シンポジウムⅣ　ハンス・ブルーメンベルク－メタファー論的哲学とその影響, 日本独文学会第50回総会春季研究発表会, 国内会議, 日本独文学会, 口頭（一般）, 明治大学, 1997年